# Benson Automobile Company
Benson Automobile Company war ein US-amerikanischer Hersteller von Automobilen.

## Unternehmensgeschichte
A. M. Benson gründete das Unternehmen im März 1901 in Cleveland in Ohio. Dazu übernahm er bis Mai 1901 die Dampfwagen-Abteilung der Eastman Automobile Company. L. P. McLouth, Edward F. Hamm und H. P. Shupe waren ebenfalls im Unternehmen tätig. Sie stellten Automobile her, die als Benson vertrieben wurden. Im gleichen Jahr endete die Produktion. Insgesamt entstanden etwa 13 Fahrzeuge.

## Fahrzeuge
Die Dampfwagen entsprachen weitgehend den Modellen von Eastman. Die Karosserien bestanden aus Stahl. Der Neupreis betrug 750 US-Dollar.